# Acanthocerodes singularis
Acanthocerodes singularis is een keversoort uit de familie Hybosoridae. De wetenschappelijke naam van de soort is voor het eerst geldig gepubliceerd in 1901 door Péringuey.